# Amphithemis curvistyla
Amphithemis curvistyla – gatunek ważki z rodziny ważkowatych (Libellulidae). Występuje w południowo-wschodniej Azji – od północno-wschodnich Indii (stan Mizoram) po prowincję Junnan na południu Chin, Laos i Kambodżę